# Kozmic Blues Band
La Kozmic Blues Band è stato un gruppo musicale rock statunitense formatosi nel 1969 dopo la separazione di Janis Joplin dalla Big Brother and the Holding Company. Era composta da diversi musicisti da session, dal chitarrista della Big Brother Sam Andrew e dal bassista Brad Campbell, futuro componente della Full Tilt Boogie Band. La band era influenzata dalle sonorità della Stax Records, una casa discografica di Memphis, portabandiera del soul che aveva come sua maggiore star Otis Redding, una sonorità caratterizzata dall'uso dei fiati. La band aveva quindi un sound più blues, funky, soul e pop rispetto alla maggior parte delle band psichedeliche hard-rock del periodo.
È con questa band che Janis Joplin registra l'album I Got Dem Ol' Kozmic Blues Again Mama!. Oggi considerato un capolavoro del rock, all'epoca non fu trattato molto bene dalla critica ed ebbe un successo assai minore rispetto al precedente Cheap Thrills. È con questa band che Janis Joplin partecipa al festival di Woodstock il 17 agosto 1969. L'esibizione, non esente da problemi, non fu inserita nel film del 1970 sull'evento, né nell'album della colonna sonora. Una delle canzoni cantate dalla Joplin con la band ("Work me, Lord") venne successivamente inclusa nell'edizione "director cut" del 25º anniversario.

## Discografia

### Album in studio
- 1969 - I Got Dem Ol' Kozmic Blues Again Mama! (Columbia Records)

### Album dal vivo
- 1974 - Live in Amsterdam (Columbia Records, registrato nel 1969)

### Raccolte
- 2009 - The Woodstock Experience (Sony BMG, contiene album in studio e live di vari artisti esibitisi a Woodstock nel 1969)

## Formazione
- Janis Joplin - voce, chitarra
- Sam Andrew - chitarra e voce
- Michael Monarch - chitarra (non accreditato)
- Mike Bloomfield - chitarra (One Good Man, Work Me Lord, Maybe)
- Brad Campbell - basso, fiati
- Richard Kermode - organo elettrico, tastiere
- Gabriel Mekler - organo elettrico, tastiere
- Goldy McJohn - organo elettrico, tastiere (non accreditato)
- Maury Baker - batteria
- Lonnie Castille - batteria
- Jerry Edmonton - batteria (non accreditato)
- Terry Clements - sax tenore
- Cornelius Flowers - sax baritono
- Luis Gasca - tromba